# فرودگاه پوانته
 فرودگاه پوانته (به انگلیسی: Pointers Airport) یک فرودگاه خصوصی است که یک باند فرود چمن دارد و طول باند آن ۴۸۷ متر است. این فرودگاه در کشور ایالات متحده آمریکا قرار دارد و در ارتفاع ۳۴۷ متری از سطح دریا واقع شده است.